# Spreadthesign

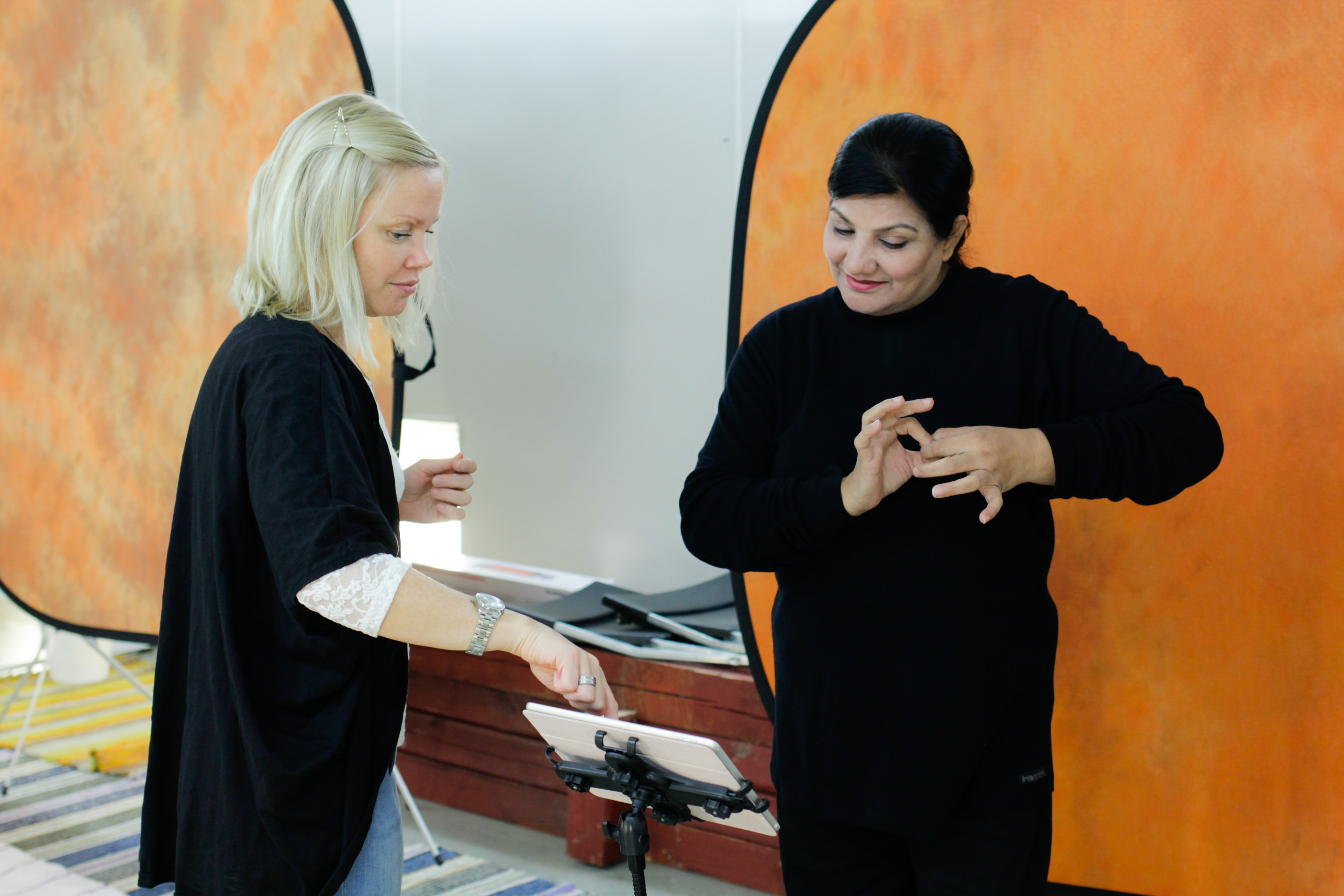
Nyckelpersonen Sofia Wikström från Sverige arbetar i studion tillsammans med aktören Ms. Rubina Tayyab från Pakistan.

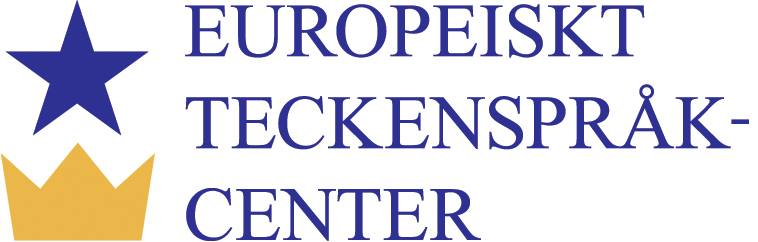
Logotyp för Europeiskt teckenspråkcenter, den ideella förening som ansvarar för Spredthesign.

Spreadthesign (engelska för "Sprid tecknet") är en digital ordbok på nätet för flera av världens teckenspråk. Tecken och fraser på de olika teckenspråken visas i videoformat. I första hand startades ordboken för att döva yrkeselever skulle kunna lära sig språket för det land de skulle resa till på praktik. Termerna var då i första hand yrkesrelaterade men genom åren har även andra termer lagts till. Spreadthesign drivs av föreningen Europeiskt teckenspråkcenter i Örebro. I dagsläget finns över 600 000 videor i Spreadthesigns databas och arbetet med att utöka antalet pågår kontinuerligt för alla representerade språk.
Vid invigningen 31 mars 2009 på Utrikesdepartementet deltog bland andra drottning Silvia, utbildningsminister Jan Björklund och kulturminister Lena Adelsohn-Liljeroth.
Spreadthesign kan antingen skrivas ihop, eller som tre ord (Spread the sign).
Under 2016-2018 har Europeiskt teckenspråkcenter lagt ner mycket arbete på att höja kvaliteten på den svenska delen av Spreadthesign.

Spreadthesign finns både på webben och som appar till IOS och Android.

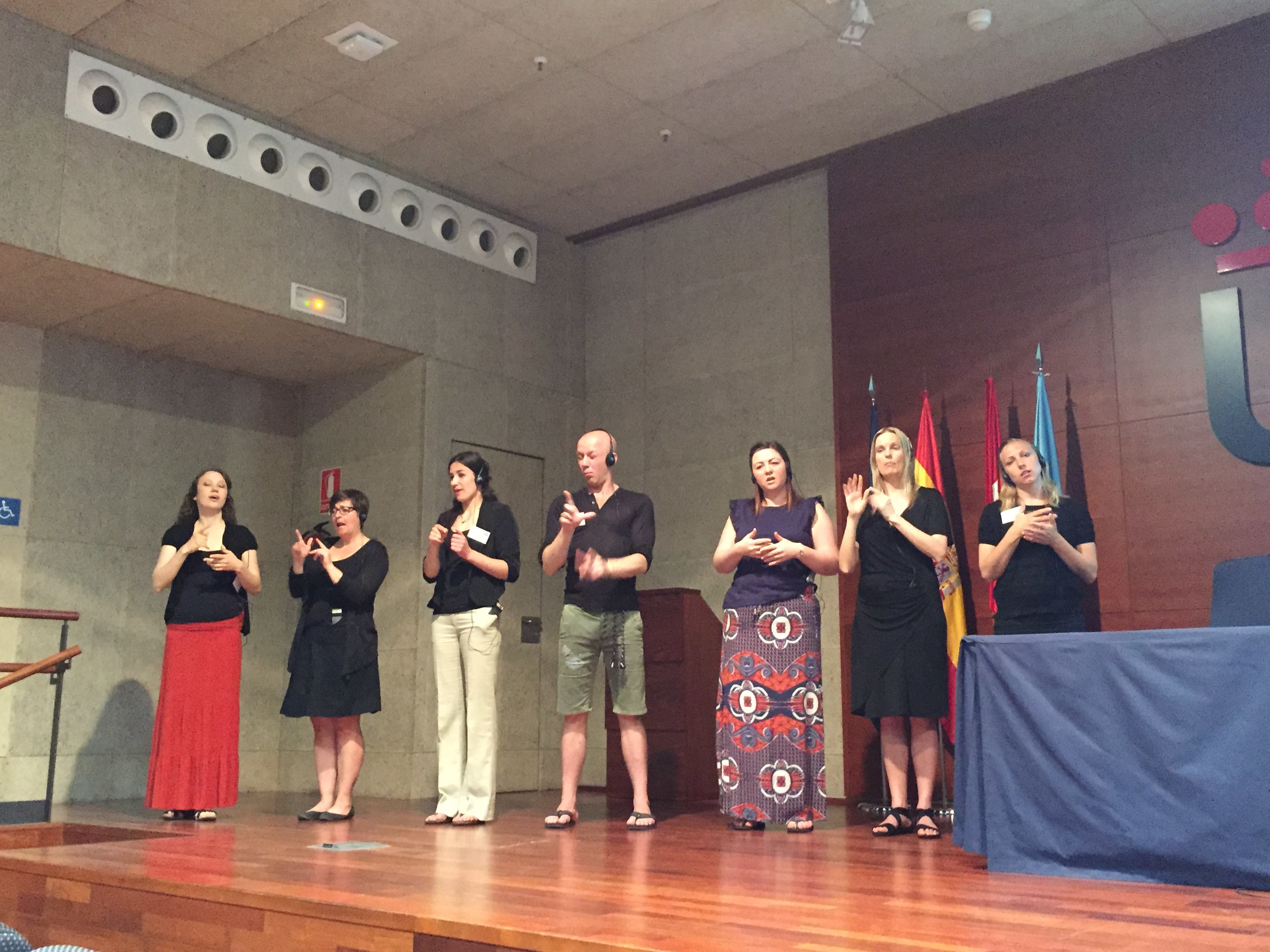
Teckenspråkstolkar från olika länder under projektmötet i Spread the sign 2015 på Universidad Rey Juan Carlos

## Språken
Skriftspråken som är representerade i Spreadthesign är amerikansk engelska, brittisk engelska, bulgariska, engelska (Indien), estniska, finska, franska, grekiska (Cypern), grekiska (Grekland), hindi, isländska, italienska, japanska, kinesiska, kroatiska, lettiska, litauiska, polska, portugisiska (Brasilien), portugisiska (Portugal), rumänska, ryska (Ryssland), ryska (Vitryssland), spanska (Chile), spanska (Kuba), spanska (Mexiko), spanska (Spanien), svenska, tjeckiska, turkiska, tyska (Tyskland), tyska (Österrike), ukrainska, urdu (Pakistan), vitryska.
Teckenspråken som är representerade i Spreadthesign är amerikanskt teckenspråk (ASL), brasilianskt teckenspråk (LIBRAS), brittiskt teckenspråk (BSL), bulgariskt teckenspråk, chilenskt teckenspråk, cypriotiskt teckenspråk, estniskt teckenspråk, finskt teckenspråk, franskt teckenspråk, grekiskt teckenspråk, indiskt teckenspråk, isländskt teckenspråk, italienskt teckenspråk, japanskt teckenspråk, kinesiskt teckenspråk, kroatiskt teckenspråk, kubanskt teckenspråk, lettiskt teckenspråk, litauiskt teckenspråk, mexikanskt teckenspråk, pakistanskt teckenspråk (PSL), polskt teckenspråk, portugisiskt teckenspråk, rumänskt teckenspråk, ryskt teckenspråk, spanskt teckenspråk, svenskt teckenspråk (SSL), tjeckiskt teckenspråk, turkiskt teckenspråk, tyskt teckenspråk, ukrainskt teckenspråk, vitryskt teckenspråk, österrikiskt teckenspråk. Representerat finns även internationella tecken (engelska: international sign) med engelskt skriftspråk.

## Fotnoter
1. ↑  ”Antal videor i databasen – Europeiskt teckenspråkcenter”. www.signlanguage.eu. https://www.signlanguage.eu/sv/2018/02/17/antal-videor-i-databasen/. Läst 18 februari 2018.
2. ↑  ”Drottningen invigde teckenspråklexikonet ”Spread the sign””. Arkiverad från originalet den 5 april 2018. https://web.archive.org/web/20180405214935/http://www.kungahuset.se/kungafamiljen/aktuellahandelser/2009/2009/drottningeninvigdeteckenspraklexikonetspreadthesign.5.6b0698e911fa8f9005880008400.html. Läst 23 juli 2017.
3. ↑  ”Kvalitetsarbete – Europeiskt teckenspråkcenter”. www.signlanguage.eu. https://www.signlanguage.eu/sv/2016/10/28/kvalitetsarbete/. Läst 18 februari 2018.
4. ↑  ”Spread the sign satsar på att förbättra kvaliteten”. https://media.spreadthesign.com/press/212--DT.pdf. Läst 18 februari 2018.
5. ↑  ”Ny app – Europeiskt teckenspråkcenter”. www.signlanguage.eu. https://www.signlanguage.eu/sv/2017/02/01/ny-app/. Läst 18 februari 2018.